# 유럽 경쟁 네트워크
유럽 경쟁 네트워크(European Competition Network, ECN)는 유럽 연합 집행위 경쟁총국과 유럽 연합 회원국 경쟁당국간 합동기구이다.
ECN에는 새로운 권한이 없으며 결과적으로 회원에 대한 권한이 없다. ECN은 케이스의 최적 할당을 위한 메커니즘을 구성하고 그들 사이에 정보 교환을 위한 규칙을 설정한다.
규정 1/2003은 창설의 토대가 되며 11조와 12조는 국가 경쟁 당국과 위원회가 정보를 교환할 수 있는 원칙을 제시한다. 제33조 I b) 1/2003에 따라 위원회는 추가 규칙을 설정할 수 있다. 위원회는 경쟁 당국 네트워크 내 협력에 관한 통지를 발행함으로써 이를 수행했다.